# Ectobius burri
Ectobius burri es una especie de cucaracha del género Ectobius, familia Ectobiidae.

## Distribución
Esta especie se encuentra en Serbia y Macedonia.